# Хабрий
Хабрий (др.-греч. Χαβρίας), сын Ктесиппа (? — 357 г. до н. э.) — афинский военачальник IV в. до н. э.

## Биография

### Первые военные кампании
Военная карьера Хабрия началась во флоте Фрасибула (морская экспедиция 390—389 гг.). Затем он упоминается во время Коринфской войны, когда в 391 г. до н. э. сменил Ификрата на посту командующего наёмными подразделениями во время боевых действий на Коринфском перешейке.

### Афинский военачальник
Хабрий прославился тремя годами позже, в 388 г. до н. э., когда во время боевых действий против спартанцев на Эгине одержал победу над их сильным отрядом, тем самым сняв морскую блокаду Афин. Тогда же он был послан на Кипр на помощь к союзному Афинам царю Эвагору. Оказав ему существенную помощь против персов, Хабрий несколько лет (386—380 гг. до н. э.) служил в Египте. По заключении мира между Афинами и Персией, был отозван в Афины, где получил должность стратега (379/378 гг. до н. э.).
Во время Беотийской войны успешно командовал подразделениями афинских наёмников в боях против спартанских отрядов царей Клеомброта I и Агесилая II. В 378 г. до н. э. он отразил атаку спартанцев под командованием Агесилая, чем впоследствии очень гордился.
В морской войне против спартанцев в 376 до н. э. одержал победу при Наксосе над спартанским флотом, когда афинский флот, укомплектованный афинскими гражданами (а не наёмниками) впервые после окончания Пелопоннесской войны одержал победу над спартанской эскадрой. Следствием этой победы стало то, что организованный за 2 года до этого Второй Афинский морской союз окончательно утвердился и окреп присоединением к нему новых союзников. В 375 г. до н. э. Хабрий предпринял поход на север, где во Фракии разбил трибаллов, напавших на город Абдеры. В 372 г. до н. э. вместе с Ификратом и Каллистратом стал участником их западного похода.
В 369 г. до н. э., когда интересы Афин и Фив разошлись, пытался преградить фиванцам путь из Пелопоннеса домой, но потерпел поражение от Эпаминонда. Некоторое время служил в Арголиде.
После битвы при Мантинее отправился в Египет, и в 360 г. до н. э. командовал египетским флотом царя Таха при его вторжении в Сирию.
В 358 г. до н. э. командовал афинской морской экспедицией на Херсонес Фракийский против наёмников Харидема, которая не увенчалась успехом.
Участвовал в Союзнической войне. В 357 г. до н. э. вместе с Харесом атаковал гавань Хиоса. Корабль Хабрия был протаранен триерой противника. Отказавшись вместе с другими моряками спасаться бегством с тонущего корабля, Хабрий погиб в рукопашной схватке. Был похоронен в Афинах у гробниц Перикла и Фрасибула.

### Личность Хабрия
Наряду с Ификратом и Тимофеем Хабрий считается одним из лучших афинских полководцев первой половины IV в. до н. э. Будучи успешным военачальником и имея высокие заслуги перед афинянами, предпочитал жить вдали от Афин, чтобы избежать зависти афинян и иметь возможность жить по своим желаниям, хотя его характеризуют как независимого и скромного человека. Тем не менее, это не избавило Хабрия от судебного процесса 366 г. до н. э. по обвинению в государственном преступлении (передача пограничного города Оропа Фивам), в котором он, однако, был оправдан. Хабрий близко дружил с известным афинским политиком и военачальником Фокионом.